# Gran Oriente de Polonia
El Gran Oriente de Polonia (en polaco, Wielki Wschód Polski) es una asociación de logias masónicas en Polonia.

## Logias
- Wolność Przywrócona (Varsovia)
- Europa (Varsovia)
- Trzech Braci (Varsovia)
- Nadzieja (Varsovia)

## Logias delGran Oriente de Franciaen Polonia
- Gabriel Narutowicz (Cracovia)
- Ignacy Paderewski (Poznań)